# Arguenon
L'Arguenon est un fleuve côtier français du département des Côtes-d'Armor dans la région Bretagne, qui se jette dans la Manche.

## Hydronymie
François Falc'hun suppose que c'est une « « roche de l'embouchure », roc'h ar genou, qui aurait ensuite donné son nom à la rivière de l'Arguenon ».
L'hydronyme Arguenon est parfois orthographié sous la forme Argenon dans la littérature bretonne contemporaine,,[réf. à confirmer] .

## Géographie
La longueur de son cours d'eau est de 53,4 km,,.
Il naît sur la commune du Gouray en Côtes-d'Armor et se jette dans la mer à côté de Saint-Jacut-de-la-Mer, sur la commune de Créhen, dans la Baie de l'Arguenon.
L'Arguenon est très large entre Jugon-les-Lacs et Plorec-sur-Arguenon. Le barrage de Ville-Hatte construit en  1972 pour alimenter en eau potable le département a créé une vaste retenue d'eau de plus de 10 km, le lac d'Arguenon.
Il se dirige vers le nord-est de sa source jusqu'à Jugon-les-Lacs, nord entre Jugon-les-Lacs et Plorec-sur-Arguenon, nord-est à nouveau entre Plorec-sur-Arguenon et Plancoët et nord-nord-est de Plancoët à son embouchure.
Lors de marées de fort coefficient, un petit mascaret remonte le fleuve, jusqu'à la hauteur du pont du Guildo.

### Communes et cantons traversés
Dans le seul département des Côtes-d'Armor, l'Arguenon traverse les douze communes suivantes, de l'amont vers l'aval, du Gouray (source), Plénée-Jugon, Dolo, Jugon-les-Lacs, Plorec-sur-Arguenon, Plédéliac, Pléven, Bourseul, Pluduno, Plancoët, Saint-Lormel, Créhen et Saint-Cast-le-Guildo (embouchure).

### Organisme gestionnaire
L'organisme gestionnaire est le SAGE Arguenon –Baie de la Fresnaye.

## Affluents
L'Arguenon a quatre ruisseaux affluents contributeurs référencés, 1 rivière et 10 excroissances sans nom dont :
- la rivière la Rosette, 31,2 km, grossie de la Rieule, 13,8 km ;
- le ruisseau du Bos Robert, 5,6 km, sur les deux communes de Langourla et Plénée-Jugon ;
- le ruisseau le Quiloury, 14,7 km, sur les quatre communes de Le Gouray, Penguily, Plénée-Jugon et Saint-Glen ;
- le ruisseau de l'Étang du Guillier, 6,2 km, sur les quatre communes de Jugon-les-Lacs, Plédéliac, Plestan et Tramain ;
- le ruisseau de Montafilan, 16,3 km, sur les six communes de Corseul, Créhen, Plancoët, Plélan-le-Petit, Saint-Maudez et Saint-Michel-de-Plélan.

On peut aussi ajouter d'après l'Institut national de l'information géographique et forestière ou Géoportail, et puisque le Guébriand n'est pas un fleuve à part entière :
- le Guébriand, 19,8 km et passant par la commune de Landébia et confluant entre les communes de Saint-Lormel et Saint-Cast-le-Guildo à l'entrée de la baie de l'Arguenon en face de la commune de Créhen.

## Hydrologie

### L'Arguenon à Jugon-les-Lacs
L'Arguenon est observé à Jugon-les-Lacs depuis 1972 à la station J1103010 L'Arguenon à Jugon-les-Lacs, à 31 m d'altitude et pour un bassin versant de 104 km2.
Le module ou moyenne annuelle de son débit est à Jugon-les-Lacs de 0,829 m3/s.

### Étiage ou basses eaux
À l'étiage, c'est-à-dire aux basses eaux, le VCN3, ou débit minimal du cours d'eau enregistré pendant trois jours consécutifs sur un mois, en cas de quinquennale sèche s'établit à 0,014 m3/s.

### Crues
Sur cette période d'observation, le débit journalier maximal a été observé le 28 février 2010 pour 24,80 m3/s. Le débit instantané maximal a été observé le même 28 février 2010 avec 36,10 m3/s en même temps que la hauteur maximale instantanée de 217 cm soit 2,17 m.
Le QIX 10 est de 23 m3/s, le QIX 20 est de 28 m3/s et le QIX 50 est de 34 m3/s tandis que le QIX 2 est de 11 m3/s et le Qix 5 de 18 m3/s.
L'Arguenon a connu plusieurs crues significatives.
La première a eu lieu en 1974. L'eau a débordé un mètre sur le quai de Plancoët, provoquant des dégâts majeurs et généralisés.
La seconde a eu lieu en 2010 avec cette fois 50 cm sur le quais. L'eau est montée et a touché beaucoup de commerces.
La dernière a eu lieu en février 2014, avec 1,45 m sur les quais. Des commerces ont fermé définitivement et un parc a été totalement inondé.

### Lame d'eau et débit spécifique
La lame d'eau écoulée dans cette partie du bassin versant de la rivière est de 253 millimètres annuellement, ce qui est un peu inférieur à la moyenne en France. Le débit spécifique (Qsp) atteint 8,0 litres par seconde et par kilomètre carré de bassin.

## Aménagements et écologie
L'Arguenon est traversé par la route nationale 176 et la route nationale 12.
L'estuaire de l'Arguenon est protégé par une ZNIEFF de 381 hectares
La Baie de l'Arguenon fait partie le la zone Natura 2000 Baie de Lancieux, Baie de l'Arguenon, Archipel de Saint Malo et Dinard

## Histoire
L'Arguenon formait une limite naturelle entre le pagus Penteur et le pagus Daoudour.
La partie aval de l'Arguenon, entre Plancoët et Le Guildo, fut utilisée comme voie navigable, du moins à marée haute et surtout lors des grandes marées, jusqu'au début du XXe siècle.

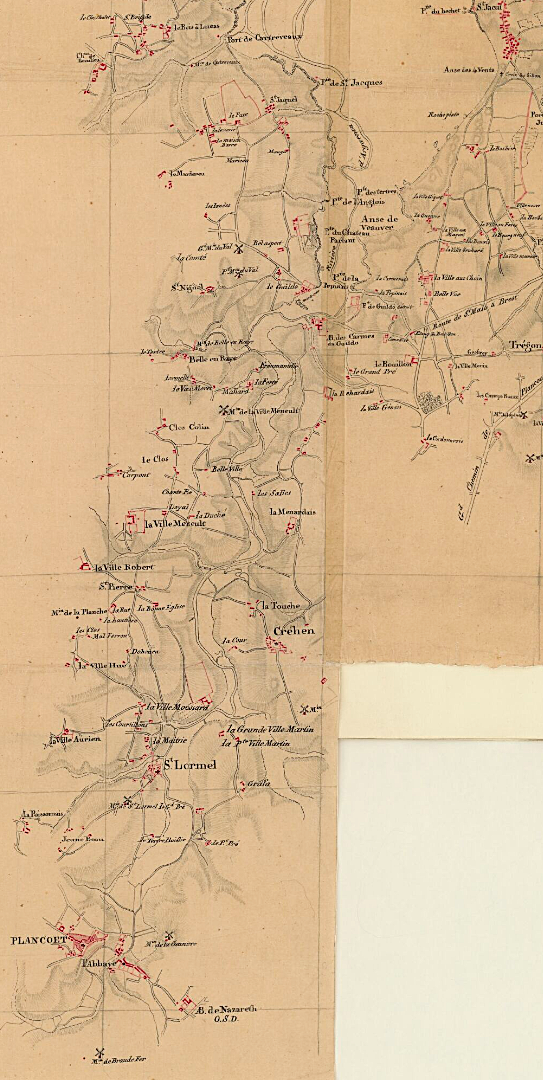
Carte de la partie navigable de l'Arguenon entre Le Guildo et Plancoët datant de la fin du XVIIIe siècle.
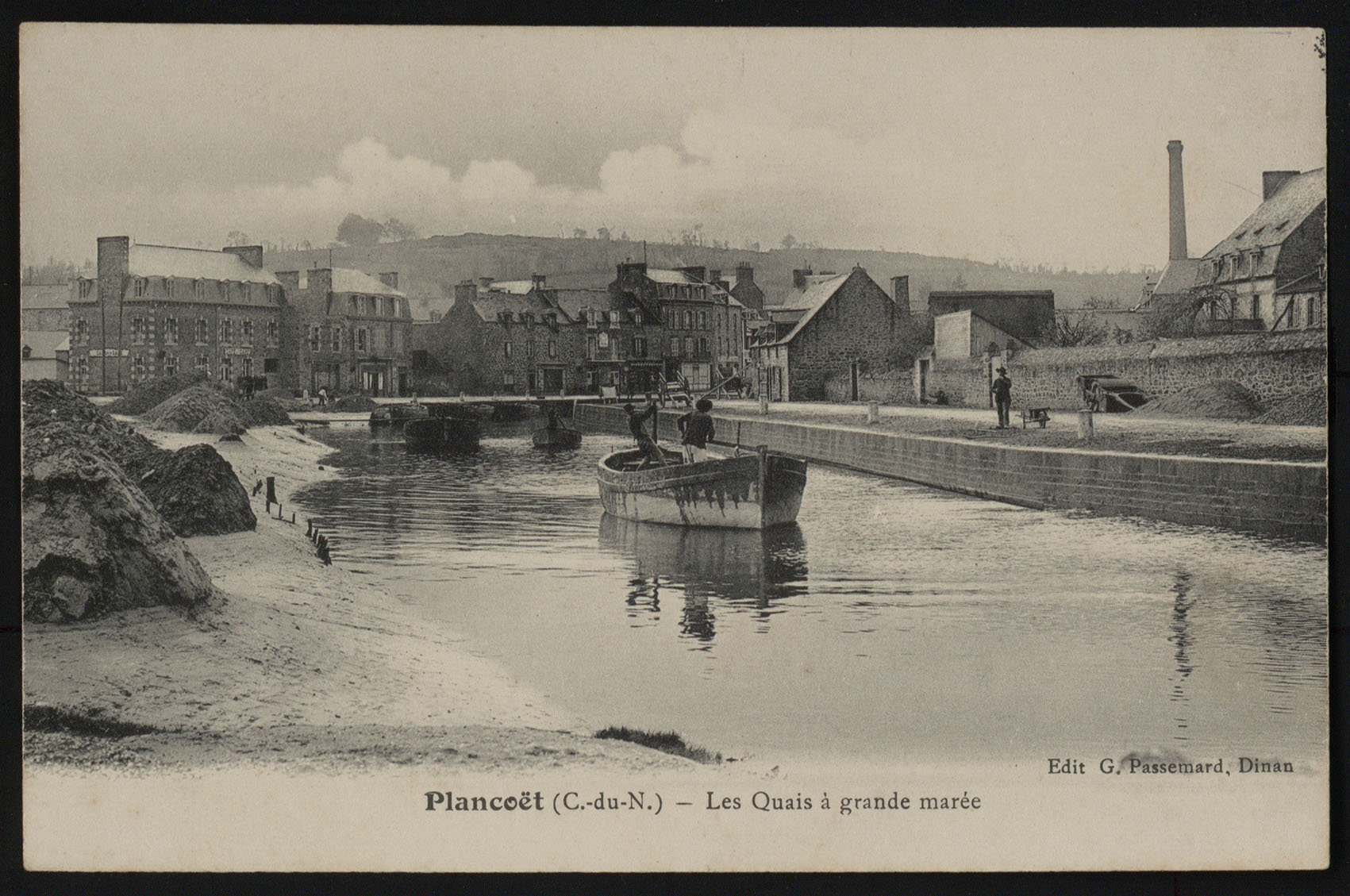
Plancoët : les quais à grande marée vers 1905.
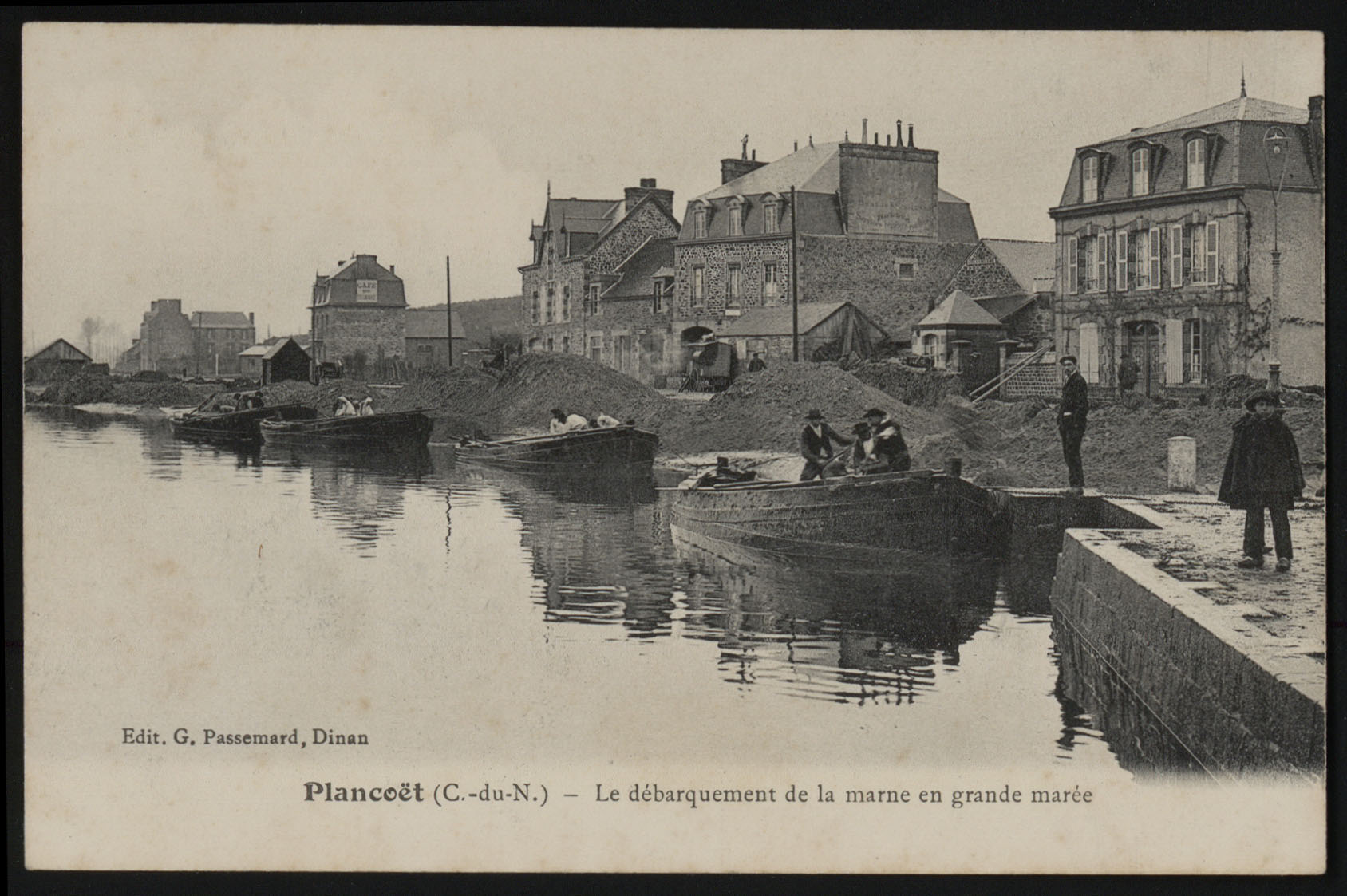
Plancoët : le débarquement de la marne à grande marée.